# 哈里·卢克

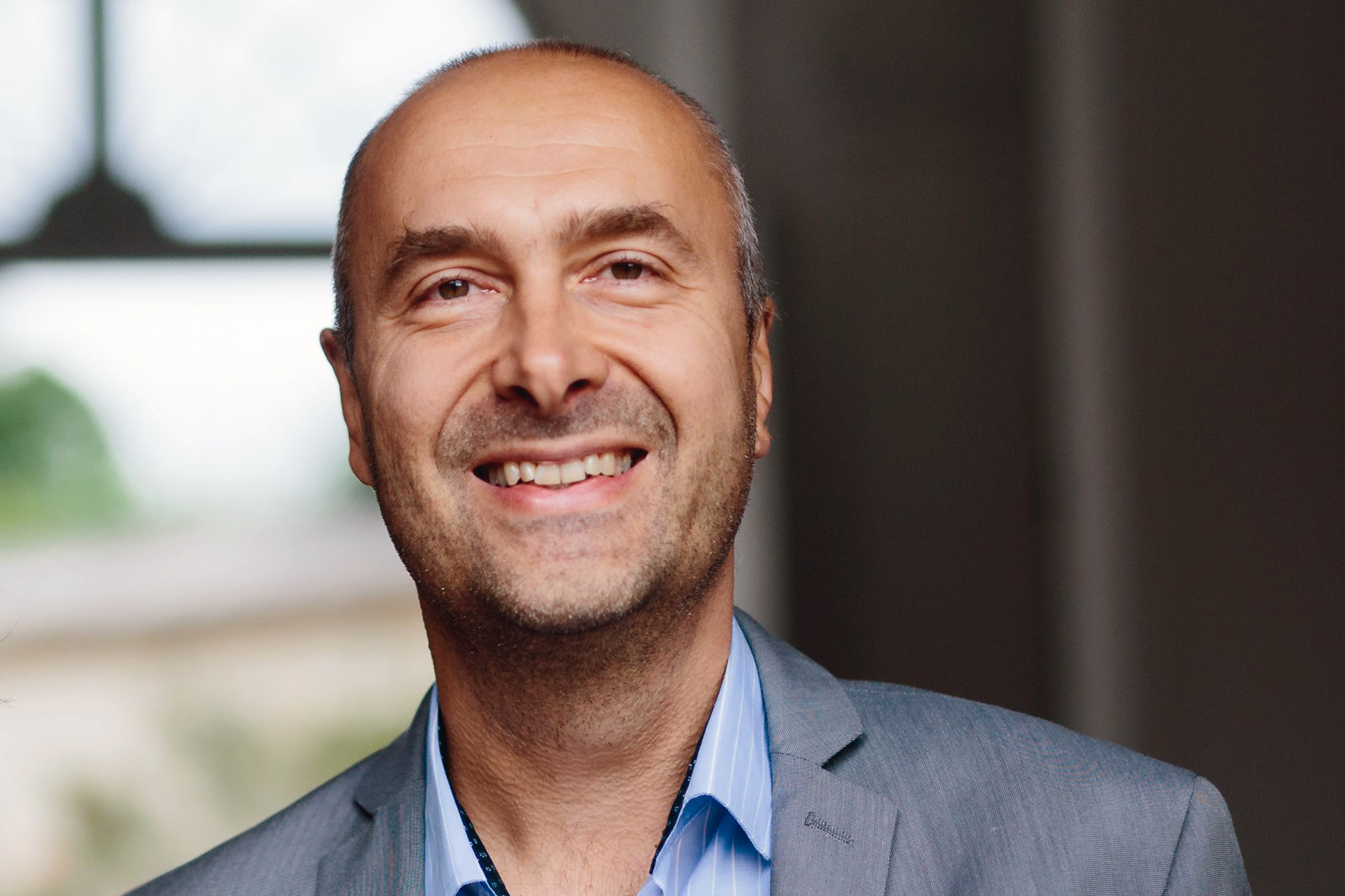
Harry Luck 2018

哈里•卢克（德語：Harry Luck，1972年9月11日—）， 德国作家，著名侦探小说家和編輯。

## 生平
他出生于德国雷姆沙伊德，曾在慕尼黑政治学院攻读政治学，毕业后在巴伐利亚广播电视台、焦點週刊任职，著有14部长篇和10部中篇侦探小说，还有广播剧等。现任天主教班贝格总教区新闻发言人
和班贝格大学教授。结婚，他的妻子是著名儿童文学作家娜丁·卢克。

## 部分著作
- 2004 红水 《Rotes Wasser》 (Egmont Horizont, mit Thomas Grimmer als „Chris Winterberg“)
- 2004 黑钱 《Schwarzgeld》 (KBV, Neuauflage 2011 bei Allitera)
- 2014 试探 《Versuchung》 (Gabriel)
- 2017 班贝格魔术 《Bamberger Zauber》 (Emons)